# رئوس مطالب صنایع و مهارت‌ها
مطالب زیر جهت راهنمایی موضوعی و برای مرور در مورد مهارت‌های هنری آمده‌است :
صنعت - مهارت است اما نه همیشه و در واقع همان هنر عملی است که ممکن است به یک شغل یا تجارت یا یک هنر مخصوص برگردد. صنایع و مهارت‌ها به عنوان تمرین‌های هنری بر اساس رابطهٔ شان با نوع عملکرد یا سودمندی شان شناسایی می‌شوند.مانند فرم‌های مجسمه‌ای در سنت قدیم یا بر اساس استفاده از واسطه‌های طبیعی مانند : چوب،خاک رس،شیشه،پارچه و فلزات شناسایی و تعریف می‌شوند.

## چه چیزهایی صنعت یا مهارت به حساب می آیند؟
به‌طور کلی موارد زیر را می‌توان به عنوان تعریف صنعت و مهارت در هنر محسوب نمود :
- یکی از انواع هنر - به عنوان فرم هنری که تولید درک و احساسات انسان‌ها باشد و معمولاً متاثر از فرهنگ است یا کمک‌کننده به تغییر فرهنگ می‌باشد. صنایع ظهور فیزیکی هوش و خلاقیت درونی انسان هاست.
- یکی از انواع هنرهای بصری و یکی از طبقات فرم‌های هنری است که شامل نقاشی،مجسمه سازی،عکاسی،پوستر و غیره می‌باشد که تمرکز بر خلق آثاری دارد که در ظبیعت ارزش بصری دارند.

## انواع صنایع و مهارت ها
صنایع سرامیکی و شیشه‌ای : 
- زلیج
- شیشه و سنگ‌های قیمتی (رنگ‌های بین قرمز و زرد و آبی)
- سفال و گل
- موزاییک
- پورسلین و ظروف چینی
- چینی فراتاب که از رس سفید و خاکستر استخوان درست می‌شود.
- سفالگری و کوزه گری
- ظروف سفالین سنگ نما
- شیشه و هنرهای شیشه ای
- شیشه سازی
- شیشه گری
- قلم زنی شیشه
- میخکوب کردن شیشه
- شیشه‌های رنگی و روکش کردن شیشه با مس
- حباب شیشه ای

## صنایع فیبری و پارچه ای
- لحاف دوزی و هنر لحاف
- نوار و قیطان سازی
- قلابدوزی
- ریسمان بافی
- پارچه‌های مخصوص بوم و نقاشی
- سوزن کاری و خیاطی
- نخ ریسی و ریسندگی
- توری حاشیهٔ لباس
- فرش بافی
- بافندگی
- کشبافی
- کفش دوزی

## مهارت‌ها و صنایع مربوط به گل
- هنر ژاپنی آرایش گلها
- دسته گل
- طراحی با گل و گل آرایی

## 'مهارت چرم دوزی'
- حکاکی و برش چرم
- صنایع چرمی
- تولید چرم جوشیده

## هنرهای چند رسانه‌ای و آمیخته
- مهره دوزی و منجوق دوزی
- سبدبافی
- طراحی پارچه
- پیت سازی
- جمع‌آوری مجموعه‌ها و کلکسیون

## سوزن دوزی و گلدوزی
- تکه دوزی
- قلاب دوزی با نخ پشمی
- کوک زدن
- قلاب دوزی با روبان
- کشبافی
- گل دوزی و توری دوزی
- چهل تکه و وصله دوزی
- لحاف دوزی

## صنایع کاغذی
- مرمر کاری کاغذی
- ساختن گل و حیوانات کاغذی (اریگامی)
- کاغذ سازی
- قالب و طرح کاغذی
- دکوپاژ کردن (هنر بریدن تصاویر و چسباندن آن روی سطح مورد نظر و جلا دادن)
- کاغذ بری
- پوشاندن با کاغذ
- صحافی کتاب
- ساخت خمیر کاغذ
- مدل‌سازی با کاغذ
- صنایع کاغذ پوستی
- خوشنویسی و خطاطی

## صنایع چوبی و مبلمان
- تزیین با چوب و گوش ماهی
- چوب سوزی
- کنده کاری و حکاکی روی چوب
- نجاری
- هنر رنگ لاکی
- مبلمان سازی
- درود گری
- کابینت سازی
- روکش و رودوزی
- منبت کاری

## صنایع سنگی
- موزاییک و خاتم کاری
- حکاکی روی سنگ
- سنگ کاری
- سنگ کوبی
- کتیبه‌نویسی روی سنگ

## صنایع فلزی
- فلز کاری
- مینا کاری
- آهنگری
- نعلبندی
- حلبی سازی
- شمشیر سازی
- اسلحه سازی
- زره سازی
- تیر سازی
- ساعت سازی
- نقره سازی
- مسگری
- چاقو سازی
- قفل سازی
- جواهرات
- طلا کاری و طلاسازی و طلا کوبی
- گوهر شناسی
- صنایع قلع و سرب
- قالب سازی

## مضامین عمومی صنایع
- صنایع آمریکایی
- صنعتگری
- هنرها و صنایع
- هنرها و صنایع دستی
- استادان صنعتگر
- کارگاه سفالگری
- صنایع روستایی
- صنایع مربوط به صحنه‌های نمایش
- ترجمه از ویکی‌پدیای انگلیسی